# HR 8832
HR 8832 (także: GJ 892, HD 219134) – gwiazda w gwiazdozbiorze Kasjopei, będąca pomarańczowym karłem o typie widmowym K3 V. Znajduje się około 21 lat świetlnych od Ziemi. Gwiazda posiada układ planetarny złożony z sześciu znanych planet.

## Nazwa
Gwiazda jest słabo widoczna gołym okiem i nie ma nazwy własnej. Używane są w odniesieniu do niej oznaczenia w katalogach gwiazd. Oznaczenie HR 8832 pochodzi z Katalogu Jasnych Gwiazd (HR to skrót od Harvard Revised), GJ 892 z Katalogu Gliesego, a HD 219134 z Katalogu Henry’ego Drapera.

## Charakterystyka
HR 8832 to pomarańczowy karzeł, gwiazda ciągu głównego, mniejsza i słabiej świecąca od Słońca. Jej masa to około 0,8 masy Słońca, a promień to 0,77 promienia Słońca. Jest to stara gwiazda; jej wiek ocenia się na 12,46 miliarda lat.

## Układ planetarny

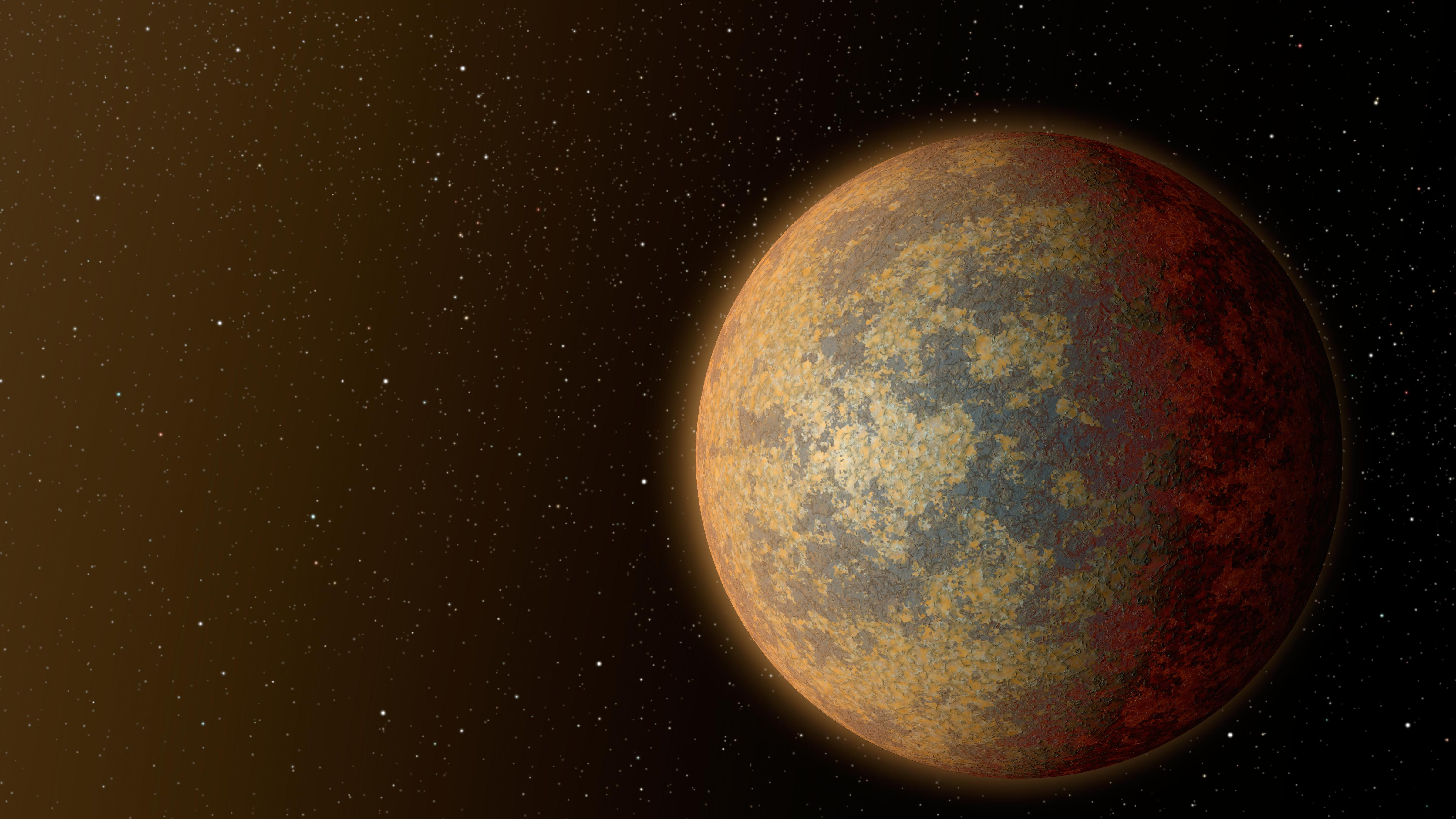
Wyobrażenie planety HD 219134 b

Gwiazdę HR 8832 okrąża sześć znanych planet. Obserwacje w podczerwieni wykonane przez Kosmiczny Teleskop Spitzera wykazały, że najbardziej wewnętrzna planeta HD 219134 b z punktu widzenia obserwatora na Ziemi przechodzi przed tarczą gwiazdy, dzięki czemu możliwe było określenie jej rozmiarów i gęstości. Obiekt ten ma masę 4,5 masy Ziemi i promień 1,6 raza większy niż Ziemia, zatem gęstość ok. 6 g/cm³. Oznacza to, że jest ona planetą skalistą, tzw. superziemią. Z pewnością krąży ona za blisko gwiazdy, aby na jej powierzchni mogła istnieć ciekła woda. Dalsze obserwacje mogą pozwolić stwierdzić obecność atmosfery i jej skład. Jest to najbliższa Ziemi tranzytująca planeta skalista.
Początkowo przypuszczano, że w układzie tym krążą cztery planety. Późniejsza analiza, oparta na dłuższej serii danych, wskazała na istnienie sześciu planet, w tym jednej o sześcioletnim okresie obiegu. Obiekt oznaczony jako HD 219134 e, o początkowo niepewnie wyznaczonej orbicie, okazał się być tożsamy z najbardziej zewnętrzną planetą HD 219134 h. Istnieje też podejrzenie, że sygnał przypisywany planecie HD 219134 f jest w rzeczywistości artefaktem związanym z obrotem gwiazdy.